# Christoph Wolle
Christoph Wolle (24 janvier 1700 à Leipzig - 6 juillet 1761 dans la même ville) est un théologien, évangéliste et écrivain allemand de confession luthérienne. 

## Biographie
Christoph Wolle naît le 24 janvier 1700 à Leipzig
Il meurt le 6 juillet 1761 à Leipzig.

## Œuvres
- De facultatibus intellectualibus in bonos habitus mutandis, 1721
- De harmonia praestabilita oder curiöse und gründliche Raisonnements über die vorherbestimmte Harmonie einiger neuen Philosophen, 1727
- De ignoto … deo — Die Ruhe der Seelen, das höchste Gut in diesem Leben oder kurze Auslegung des Predigers Salomo, aus der Grundsprache aufs neue übersetzt, 1729
- Marci Antonini Imperatoris et philosophi Libri XII eorum quae de se ipso ad se ipsum scripsit, 1729
- Ecclesia Pharisaica et christiana ..... sive de excellentia moralis Christi doctrinae, 1731
- Diss. Historia invocationis Dei patris in nomine filii sui, 1731
- Diss. de usu et abusu euphemismi sacri, 1732
- Collectio quattuor de verbis Graecorum mediis dissertationum, 1733
- Hermeneutica Novi Testamenti acroamatico-dogmatica, certissimis defaecatae philosophiae principiis corroborata eximiisque omnium theologiae christianae partium usibus inserviens, 1736
- Diss. Apologia pro vera divinitate Jesu Christi ex loco controverso Joh. 17, 3. 4, 1741
- Sittenlehre der Augsburgischen Confession, 1745
- Betrachtungen über die Tugendlehre der Christen, 1746
- Diss. de Pontifice Christianorum maximo sedente, ad Hebr. 8, 1, 2, 1746
- Oratio in contemtores religionis christianae, 1746
- Commentatio theologica de ecclesia virgine ad 2 Cor. XI, 1. 2, 1748
- Sieben heilige Reden über wichtige Wahrheiten des Evangelii, 1748